# 24 Hores de Montjuïc 1974
L'edició de 1974 de les 24 Hores de Montjuïc fou la 20a d'aquesta prova, organitzada per la Penya Motorista Barcelona al Circuit de Montjuïc el cap de setmana del 6 i 7 de juliol.
Era la primera prova de la Copa FIM de resistència d'aquell any.

## Classificació general
| Posició | Pilot 1             | Pilot 2              | Motocicleta  | Voltes |
| ------- | ------------------- | -------------------- | ------------ | ------ |
| 1       | Georges Godier      | Alain Genoud         | Kawasaki 900 | 712    |
| 2       | Roger Ruiz          | Christian Huguet     | Japauto      | 700    |
| 3       | Clive Brown         | Phil Gurner          | Laverda      | 699    |
| 4       | Abondino Sciaresa   | Vittorino Mulazzani  | Moto Guzzi   | 695    |
| 5       | Jean-Philippe Orban | Mark Stinglhamber    | Honda        | 694    |
| 6       | Josep Maria Palomo  | "Jean-Claude"        | Japauto      | 693    |
| 7       | Dave Potter         | Gary Green           | Norton       | 692    |
| 8       | Georges Fougeray    | Jean-Claude Chemarin | Kawasaki     | 685    |
| 9       | Dave Degens         | Dick Peckett         | Dresda-Honda | 683    |
| 10      | Jaume Rivière       | Miquel Rivière       | Ducati       | 683    |

1. ↑  2.698,942 km totalitzats, a una velocitat mitjana de 112,572 km/h.

## Trofeus addicionals
- XX Trofeu "Centauro" de El Mundo Deportivo: Kawasaki (Georges Godier - Alain Genoud)